# Stuart Alfred Queen
Stuart Alfred Queen (* 26. Februar 1890 in Fredonia, Kansas; † 28. September 1987) war ein US-amerikanischer Soziologe und 31. Präsident der American Sociological Association.
Queen studierte am Pomona College in Kalifornien, wo er 1910 sein Bachelor-Examen ablegte. Sein Master-Examen machte er an der University of Chicago, sein wichtigster akademischer Lehrer war George Elliot Howard. In Chicago wurde er auch zum Ph.D. promoviert. Queen unterbrach sein Studium und seine Karriere als Hochschullehrer mehrfach, um für Wohlfahrtsorganisationen zu arbeiten. Von 1922 bis 1930 war er Soziologie-Professor an der University of Kansas. Ab 1932 war er bis zu seiner Emeritierung Professor an der University of Washington.
Queens wissenschaftliches Hauptanliegen war die Nutzbarmachung soziologischer Erkenntnisse für die Soziale Arbeit.

## Schriften (Auswahl)
- The Passing of the County jail. George Banta Publishing Company, Menasha (Wisconsin) 1920.
- Social Work in the Light of History. J. B. Lippincott company, Philadelphia und London 1922.
- Social Pathology. Thomas Y. Crowell, New York 1925.
- The City (mit William Isaac Thomas), McGraw-Hill, New York 1939.
- The American social system. Houghton Mifflin, Boston 1956.